# Abominations of Desolation
Abominations of Desolation var det første album af det amerikanske dødsmetal-band Morbid Angel. Selvom indspilningerne allerede blev færdiggjort i 1986, udgav bandet det ikke på dette tidspunkt, på grund af utilfredshed med det endelige produkt. Indspilningerne blev derved først udgivet i 1991, efter ønske fra gruppens pladeselskab Earache Records.
Den endelige udgave af disse rå indspilninger kan findes på Morbid Angels tre første udgivelser:
- "Chapel of Ghouls", "Lord of All Fevers and Plague", og "Evil Spells" (omdøbt til "Welcome To Hell") er med på Altars of Madness.
- Afkortede versioner af "Unholy Blasphemies", "The Ancient Ones" (omdøbt "Azagthoth") og "Abominations", er med på Blessed Are the Sick.
- "Angel of Disease" er med på Covenant, men indeholder dog en meget dårlig produktion som den originale, hvilket skiller den ud fra resten af sangene på albummet.
- "Hell Spawn" endte på Formulas Fatal to the Flesh som "Hellspawn: The Rebirth".

## Spor
1. "The Invocation/Chapel of Ghouls" – 7:11
2. "Unholy Blasphemies" – 4:00
3. "Angel of Disease" – 5:35
4. "Azagthoth" – 5:49
5. "The Gate/Lord of All Fevers" – 5:55
6. "Hell Spawn" – 2:32
7. "Abominations" – 4:20
8. "Demon Seed" – 2:12
9. "Welcome to Hell" – 4:56